# 国鉄レ200形貨車
レ200形貨車（レ200がたかしゃ）は、1913年（大正2年）に川崎造船所兵庫分工場で50両製造された、日本国有鉄道の前身である鉄道省の冷蔵車である。

## 概要
大正時代に入り、これまでの冷蔵車は鉄道院の内部の工場で製作していたものを民間工場に外注する方針となり、初めて民間工場で製作された冷蔵車である。ただし、以後の大正年間の冷蔵車の増備は改造によることとなったため、大正時代に民間工場で製作された冷蔵車は本形式が唯一のものとなった。
当初の形式はレソ25230形で、レソ25230 - レソ25279の番号が与えられた。全長6,326mm、全幅2,362mm、全高3,476mm、荷重8t、断熱材はフェルトである。荷重はその後の1916年（大正5年）7月に行われた荷重整理により9tに見直された。
当時の貨車が、冷蔵車を含めて全て黒色に塗られていたのに対し、この車両は新製時には鼠色に塗られていた。しかしその後の1914年（大正3年）鉄道院通達で黒色に統一されている。
1928年（昭和3年）の称号規定改正でレ200形となり、レ200 - レ243となった。1949年（昭和24年）に形式消滅している。